# Qidong, Hengyang
Qidong, tidigare romaniserat Chitung, är ett härad som lyder under Hengyangs stad på prefekturnivå i Hunan-provinsen i sydöstra Kina.